# Calcio Forlì 1988-1989
Questa pagina raccoglie le informazioni riguardanti il Calcio Forlì nelle competizioni ufficiali della stagione 1988-1989.

## Stagione
Nella stagione 1988-1989 il Forlì disputa il girone B della Serie C2, raccoglie 36 punti ottenendo il sesto posto in graduatoria. Due le novità di questa stagione, al vertice del Forlì c'è un nuovo presidente, si tratta di Alessandro Laghi, che rileva la società forlivese da Arturo Gradara, purtroppo la sua sfortunata presidenza dura solo questa stagione, perché un male incurabile stronca prematuramente la sua giovane vita. L'altra novità stagionale è che dopo diversi anni trascorsi a battagliare nel girone C di questa categoria, quello formato da squadre adriatiche, in questa stagione i galletti insieme con il Ravenna, passano al girone B, che è composto da tutte squadre del Nord. In panchina ritorna a Forlì dopo un anno Franco Varrella, sul campo riluce la classe cristallina del regista Maurizio Orlandi, in difesa si conferma il veloce terzino Marco Babini e si rivelano utili e necessarie le 15 reti del centravanti Paolo Mollica, proveniente dal Campobasso, ne insacca 12 in campionato e 3 in Coppa Italia. In Serie C1 salgono il Chievo ed a sorpresa il neopromosso Carpi.
Nella Coppa Italia di Serie C il Forlì disputa il girone H, che promuove ai sedicesimi di finale la Spal, i biancorossi arrivano secondi davanti al Ravenna ed al Rimini.

## Rosa
| N. |                   | Ruolo | Calciatore          |
| -- | ----------------- | ----- | ------------------- |
|    | Italia (bandiera) | D     | Daniele Arrigoni    |
|    | Italia (bandiera) | D     | Marco Babini        |
|    | Italia (bandiera) | A     | Marco Battistella   |
|    | Italia (bandiera) | C     | Francesco Calamita  |
|    | Italia (bandiera) | A     | Dimitri Calderoni   |
|    | Italia (bandiera) | C     | Francesco Celli     |
|    | Italia (bandiera) | C     | Cristiano Cortesi   |
|    | Italia (bandiera) | D     | Lodovico Costacurta |
|    | Italia (bandiera) | D     | Maurizio Dozzi      |
|    | Italia (bandiera) | P     | Donato Luzi         |
|    | Italia (bandiera) | C     | Ettore Mattioli     |

| N. |                   | Ruolo | Calciatore           |
| -- | ----------------- | ----- | -------------------- |
|    | Italia (bandiera) | A     | Paolo Mollica        |
|    | Italia (bandiera) | D     | Davide Moretti       |
|    | Italia (bandiera) | C     | Massimo Olivoni      |
|    | Italia (bandiera) | C     | Maurizio Orlandi     |
|    | Italia (bandiera) | C     | Massimo Pavanel      |
|    | Italia (bandiera) | C     | Gian Pietro Percassi |
|    | Italia (bandiera) | A     | Tiziano Piovaccari   |
|    | Italia (bandiera) | C     | Andrea Polmonari     |
|    | Italia (bandiera) | A     | Walter Ugolini       |
|    | Italia (bandiera) | P     | Michele Zandonà      |

## Risultati

### Campionato

#### Girone di andata
| Arbitro: | Rodino (Monza) |

|            |           |  |
| Fiorio 58’ | Marcatori |  |

| Arbitro: | Valcalda (Genova) |

|                                      |           |  |
| Arrigoni 59’ Mollica 69’ (rig.), 72’ | Marcatori |  |

| Ravenna 23 settembre 1988 3ª giornata | Ravenna          | 0 – 0 | Forlì | Stadio Bruno Benelli\| Arbitro: \| Griffo (Palermo) \| |
| Arbitro:                              | Griffo (Palermo) |       |       |                                                        |

| Forlì 2 ottobre 1988 4ª giornata | Forlì             | 4 – 0 | Giorgione | Stadio Tullo Morgagni\| Arbitro: \| Lanza (Nichelino) \| |
| Arbitro:                         | Lanza (Nichelino) |       |           |                                                          |

| Arbitro: | Curotti (Piacenza) |

|                               |           |               |
| D'Agostino 29’ Tavaglione 77’ | Marcatori | 55’ Calderoni |

| Arbitro: | Minotti (Frosinone) |

|                                            |           |  |
| Mollica 43’, 66’ Calderoni 53’ Pavanel 84’ | Marcatori |  |

| Arbitro: | Rausa (Cosenza) |

|                                |           |             |
| Zanatta 46’ (rig.) Farolfi 91’ | Marcatori | 32’ Mollica |

| Domodossola 30 ottobre 1988 8ª giornata | Juventus Domo        | 0 – 0 | Forlì | Stadio Roberto Curotti\| Arbitro: \| Del Giudice (Napoli) \| |
| Arbitro:                                | Del Giudice (Napoli) |       |       |                                                              |

| Arbitro: | Contente (Salerno) |

|                          |           |                       |
| Calderoni 36’ Babini 62’ | Marcatori | 60’ Seveso 66’ Mosele |

| Forlì 13 novembre 1988 10ª giornata | Forlì                  | 0 – 0 | Pro Sesto | Stadio Tullo Morgagni\| Arbitro: \| Conocchiari (Macerata) \| |
| Arbitro:                            | Conocchiari (Macerata) |       |           |                                                               |

| Arbitro: | Scarfò (Reggio Calabria) |

|                      |           |             |
| Marchetti 37’ (rig.) | Marcatori | 42’ Mollica |

| Arbitro: | Minotti (Frosinone) |

|                    |           |  |
| Calderoni 38’, 89’ | Marcatori |  |

| Arbitro: | Bortoli (Schio) |

|                        |           |  |
| Borra 29’ Castelli 64’ | Marcatori |  |

| Arbitro: | Chiesa (Livorno) |

|             |           |  |
| Mollica 68’ | Marcatori |  |

| Arbitro: | Mattera (Roma) |

|  |           |                   |
|  | Marcatori | 4’ (rig.) Mollica |

| Forlì 1º gennaio 1989 16ª giornata | Forlì          | 0 – 0 | Orceana | Stadio Tullo Morgagni\| Arbitro: \| Lanza (Torino) \| |
| Arbitro:                           | Lanza (Torino) |       |         |                                                       |

| Treviso 8 gennaio 1989 17ª giornata | Treviso                  | 0 – 0 | Forlì | Stadio Omobono Tenni\| Arbitro: \| Scarfò (Reggio Calabria) \| |
| Arbitro:                            | Scarfò (Reggio Calabria) |       |       |                                                                |

#### Girone di ritorno
| Arbitro: | Rausa (Cosenza) |

|                            |           |  |
| D. Moretti 24’ Mollica 80’ | Marcatori |  |

| Arbitro: | Scardia (Lecce) |

|                             |           |  |
| Brignoli 49’ Bortoluzzi 61’ | Marcatori |  |

| Forlì 5 febbraio 1989 20ª giornata | Forlì               | 0 – 0 | Ravenna | Stadio Tullo Morgagni\| Arbitro: \| Gaviraghi (Seregno) \| |
| Arbitro:                           | Gaviraghi (Seregno) |       |         |                                                            |

| Arbitro: | Dinelli (Lucca) |

|  |           |              |
|  | Marcatori | 30’ Arrigoni |

| Forlì 19 febbraio 1989 22ª giornata | Forlì                         | 0 – 0 | Sassuolo | Stadio Tullo Morgagni\| Arbitro: \| Zebellin (Bassano del Grappa) \| |
| Arbitro:                            | Zebellin (Bassano del Grappa) |       |          |                                                                      |

| Arbitro: | Marchi (Padova) |

|  |           |             |
|  | Marcatori | 49’ Mollica |

| Arbitro: | Rivola (Roma) |

|               |           |                                    |
| D. Moretti 7’ | Marcatori | 33’ Bertoldo 51’ Cassa 90’ Caramel |

| Forlì 19 marzo 1989 25ª giornata | Forlì               | 0 – 0 | Juventus Domo | Stadio Tullo Morgagni\| Arbitro: \| Di Pilato (Bergamo) \| |
| Arbitro:                         | Di Pilato (Bergamo) |       |               |                                                            |

| Telgate 25 marzo 1989 26ª giornata | Telgate         | 0 – 0 | Forlì | Stadio Comunale\| Arbitro: \| Forte (Marsala) \| |
| Arbitro:                           | Forte (Marsala) |       |       |                                                  |

| Arbitro: | Grimaldi (Catania) |

|           |           |  |
| Caini 58’ | Marcatori |  |

| Forlì 16 aprile 1989 28ª giornata | Forlì             | 0 – 0 | Novara | Stadio Tullo Morgagni\| Arbitro: \| Masulli (Cremona) \| |
| Arbitro:                          | Masulli (Cremona) |       |        |                                                          |

| Varese 23 aprile 1989 29ª giornata | Varese                | 0 – 0 | Forlì | Stadio Franco Ossola\| Arbitro: \| Carozzi (Alessandria) \| |
| Arbitro:                           | Carozzi (Alessandria) |       |       |                                                             |

| Arbitro: | Ferro (Verona) |

|             |           |  |
| Mollica 42’ | Marcatori |  |

| Suzzara 4 maggio 1989 31ª giornata | Suzzara            | 0 – 0 | Forlì | Stadio Comunale\| Arbitro: \| Sbrilli (Grosseto) \| |
| Arbitro:                           | Sbrilli (Grosseto) |       |       |                                                     |

| Arbitro: | Giove (Bari) |

|  |           |                  |
|  | Marcatori | 61’ (aut.) Dozzi |

| Arbitro: | Benazzoli (Bassano del Grappa) |

|              |           |             |
| Marinoni 75’ | Marcatori | 45’ Mollica |

| Forlì 4 giugno 1989 34ª giornata | Forlì               | 0 – 0 | Treviso | Stadio Tullo Morgagni\| Arbitro: \| Gaviraghi (Seregno) \| |
| Arbitro:                         | Gaviraghi (Seregno) |       |         |                                                            |

### Coppa Italia

#### Girone H
| Arbitro: | Bazzoli (Merano) |

|                   |           |               |
| M. Pellegrini 26’ | Marcatori | 31’ Calderoni |

| Forlimpopoli 24 agosto 1988 2ª giornata | Forlì               | 0 – 0 | Ravenna | Stadio Comunale\| Arbitro: \| G. Baldas (Trieste) \| |
| Arbitro:                                | G. Baldas (Trieste) |       |         |                                                      |

| Arbitro: | Scaramuzza (Mestre) |

|  |           |           |
|  | Marcatori | 25’ Dozzi |

| Arbitro: | Zebellin (Bassano del Grappa) |

|             |           |                        |
| Orlandi 12’ | Marcatori | 10’ Valori 55’ Cicconi |

| Ravenna 4 settembre 1988 5ª giornata | Ravenna        | 0 – 0 | Forlì | Stadio Bruno Benelli\| Arbitro: \| Pala (Alghero) \| |
| Arbitro:                             | Pala (Alghero) |       |       |                                                      |

| Arbitro: | Conocchiari (Macerata) |

|                                                                |           |                                                      |
| Polmonari 11’ Percassi 23’ Mollica 42’, 58’, 68’ Calderoni 77’ | Marcatori | 28’ (aut.) D. Moretti 65’ Polidori 81’ (rig.) Lucchi |